# Злінський край
Злінський край (чеськ. Zlínský kraj) — адміністративна одиниця (край), одна із 14 вищих (1-го рівня) одиниць органів місцевого самоврядування Чехії. Повністю лежить в історичній області Моравія, в її південно-східній частині. Адміністративний центр краю — місто Злін.

## Географія

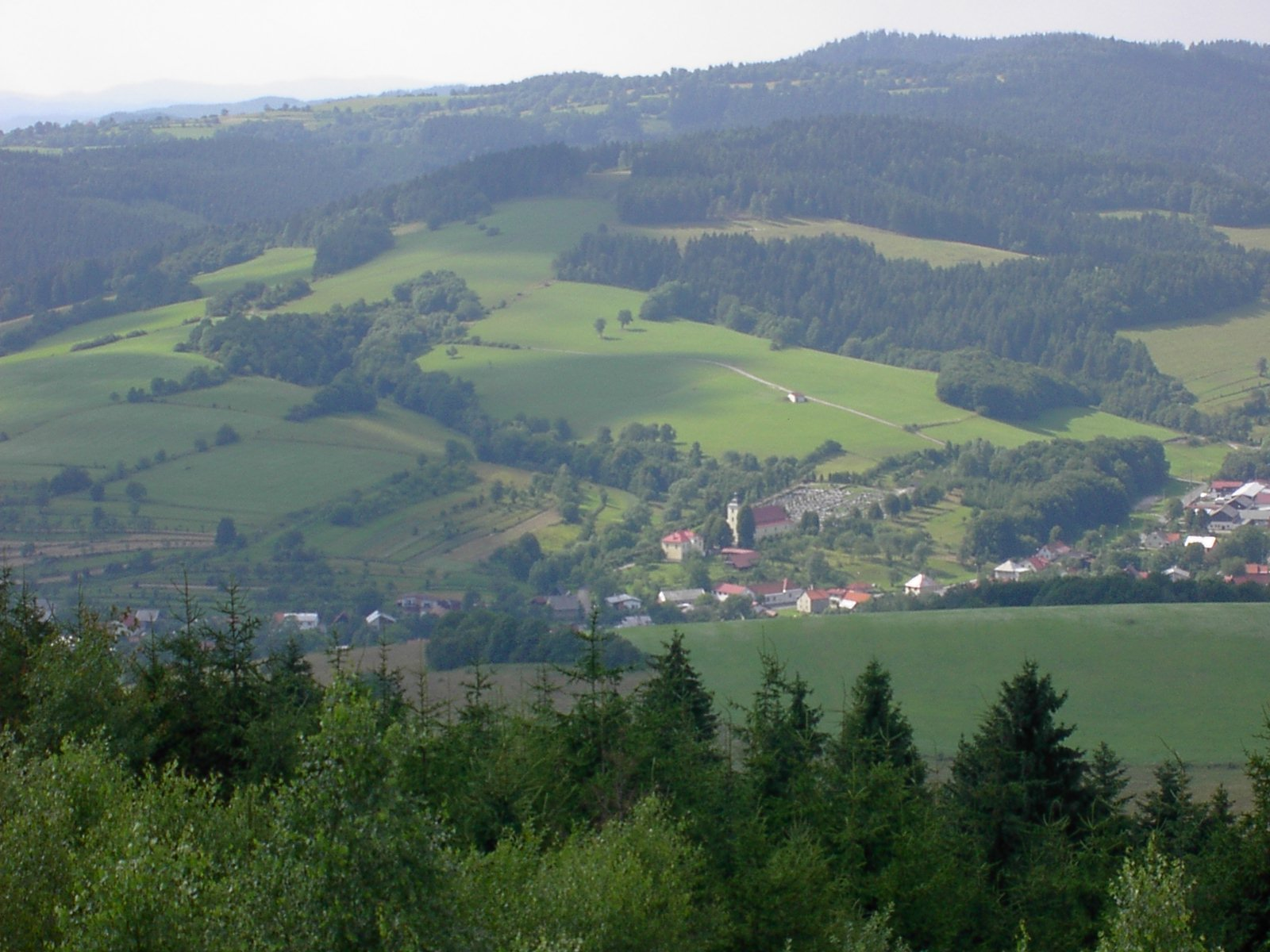
Вид на село Францова Лгота

Край розташований в історичній області Моравія, у східній, південно-східній частині Чехії. На південному заході межує із Південноморавським краєм, на північному заході — з Оломоуцьким краєм, на північному сході — із Мораво-Сілезьким краєм (всі краї Чехії); на південному сході — з Жилінським і Тренчинським краями Словаччини.
Рельєф краю переважно гористий. На заході та південному заході регіону рівнинна місцевість Гана — родюча низинна область в басейні річки Морави та в районі Угерске Градіште. На півночі краю знаходяться Моравсько-Сілезькі Бескиди з найвищою горою в краї Чортів Млин (1206 м), на південь тягнуться Білі Карпати (г Велика Яворина 970 м), які утворюють природний кордон зі Словаччиною. На південь розташовані Всетінскі гори і Визовіцкий гірський масив. У гірській місцевості землі малородючі, що не сприяє веденню сільського господарства. Родючі ґрунти є тільки в долинах річок. 49 % земель використовується в сільському господарстві. В регіоні знаходиться кілька великих ландшафтних заповідників, насамперед Бескиди й Білі Карпати, які знаходяться під охороною ЮНЕСКО. З метою розвитку міжнародного співробітництва у сфері екології створено єврорегіон «Білі Карпати».
Територією краю протікають такі річки як Морава з притоками, такими як Бечва і Ольшава — належать до басейну Дунай — Чорне море. На півночі та північному сході краю кілька невеликих річок належать до басейну Одра — Балтійське море.

## Населення
У краї проживає 590 459 мешканців (за станом на (26 березня 2011) року). Середня щільність населення краю вище середньої по країні (Чехія — 130 осіб на км²) і становить — 148,96 особи на км². Найвища щільність у місті Угерске Градіште (1204), найнижча — в окрузі Всетін (127). За цими показниками край займає 8-е місце за кількістю населення і 5-е — за щільністю населення серед всіх 13-ти країв республіки й столиці.
| Роки            | 1961    | 1970    | 1980    | 1991    | 2001    | 2011    |
| --------------- | ------- | ------- | ------- | ------- | ------- | ------- |
| Населення, осіб | 532 676 | 550 465 | 591 334 | 596 903 | 595 010 | 590 459 |

## Адміністративний поділ

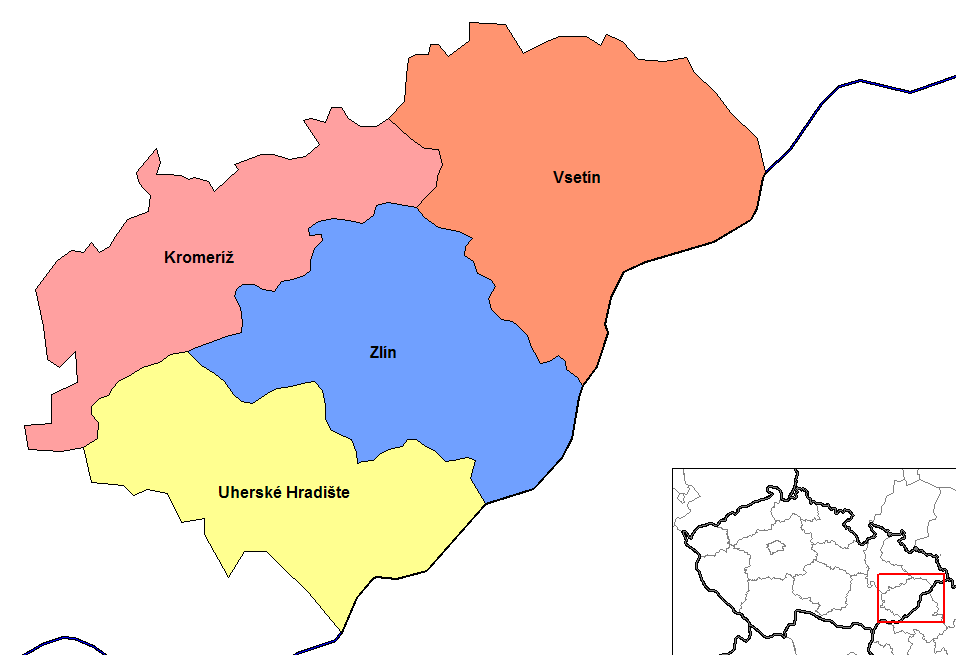
Адміністративна мапа краю

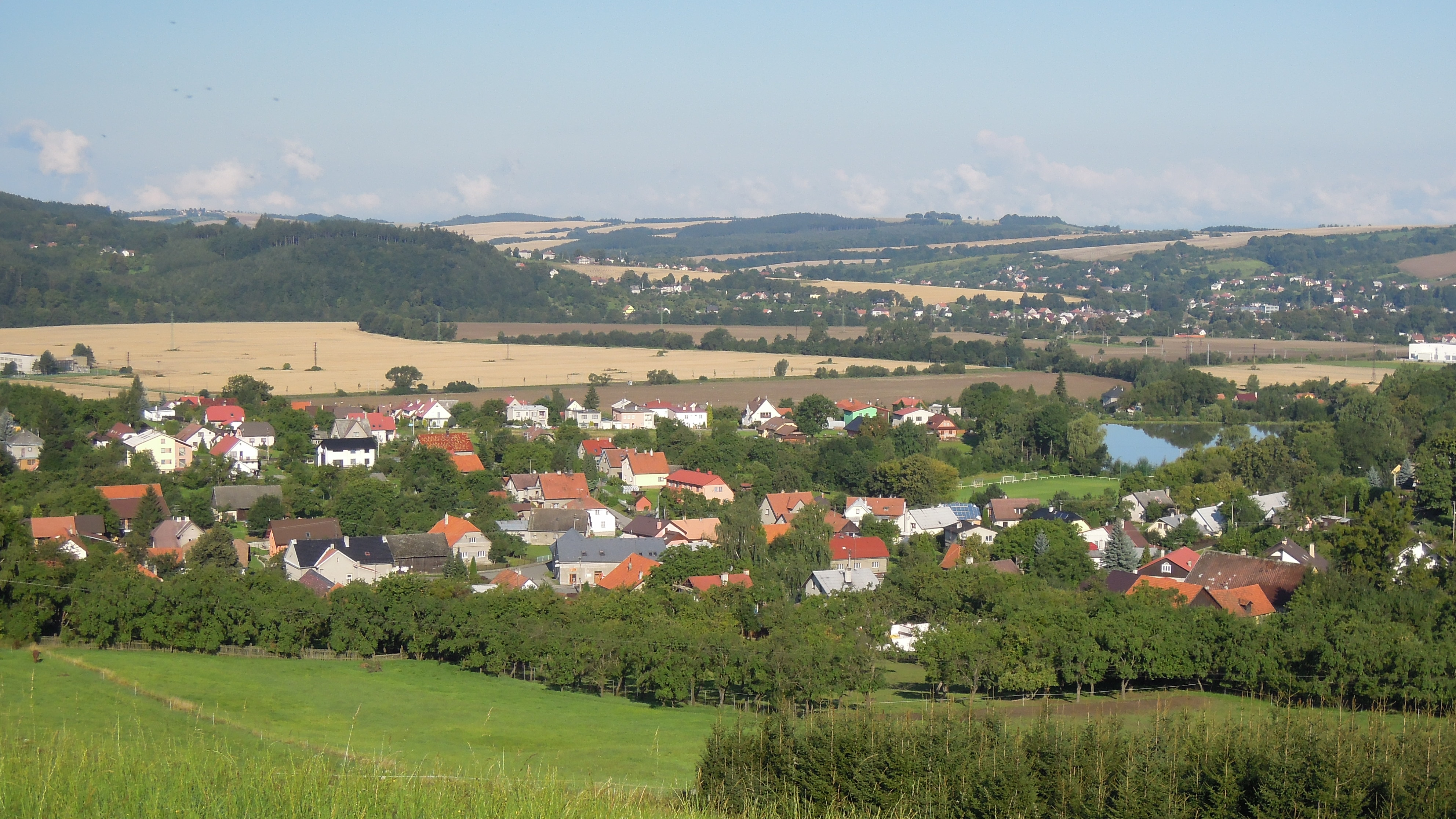
Село Підлісся, муніципалітет
Валашське-Мезиржичі

Злінський край ділиться на 4-ри округи в яких, у свою чергу, налічується 341 населений пункт, у тому числі: 30 міст, 6 містечок та 305 сіл, 13 муніципальних утворень з розширеними повноваженнями.
| Округи Злінського краю (2011) | Округи Злінського краю (2011) | Округи Злінського краю (2011) | Округи Злінського краю (2011) | Округи Злінського краю (2011)             |
| Округ                         | Населення, осіб               | Площа, км²                    | Густота, осіб/км²             | Кількість населених пунктів, (міст / сіл) |
| ----------------------------- | ----------------------------- | ----------------------------- | ----------------------------- | ----------------------------------------- |
| Всетін                        | 145 310                       | 1 143                         | 127,13                        | 6+1 / 59                                  |
| Злін                          | 193 355                       | 1 034                         | 187,00                        | 10+1 / 89                                 |
| Кромержиж                     | 107 669                       | 796                           | 135,26                        | 7+1 / 79                                  |
| Угерске Градіште              | 144 125                       | 991                           | 145,43                        | 7+3 / 78                                  |

## Найбільші міста

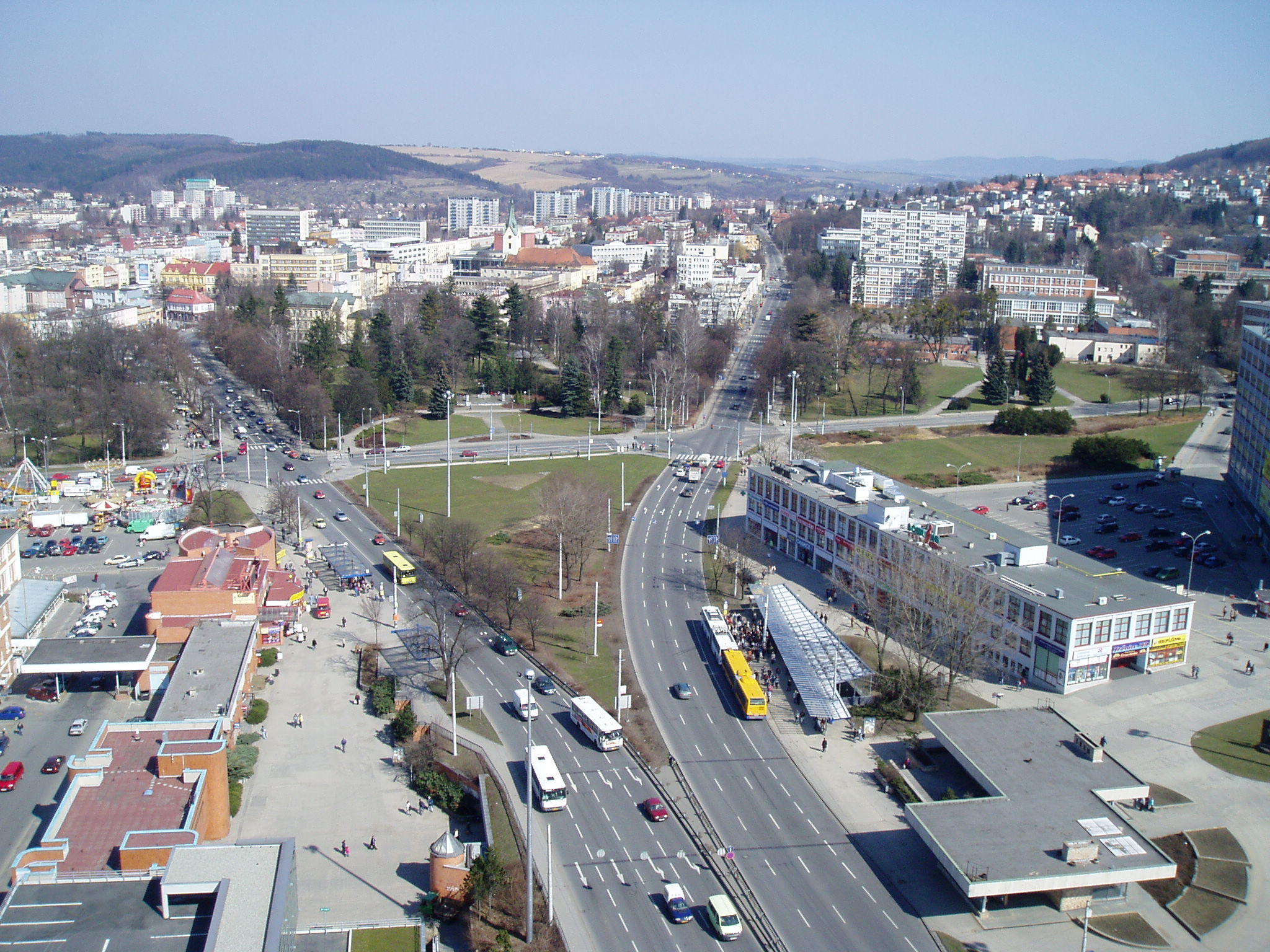
Місто Злін

В Злінському краї нараховується 30 міст і 6 містечок. Найбільші із них приведені в таблиці. Дані по чисельності населення міст вказані станом на 26 березня 2011) року.
| Місто                  | Населення |  | Місто             | Населення |
| Злін                   | 76 010    |  | Напаєдла          | 7 389     |
| Кромержиж              | 29 076    |  | Гулін             | 7 176     |
| Всетін                 | 27 150    |  | Старе Место       | 6 870     |
| Валашске Мезиржичі     | 26 930    |  | Славічин          | 6 834     |
| Угерске Градіште       | 25 597    |  | Брумов-Билніце    | 5 819     |
| Отроковіце             | 18 524    |  | Зубржи            | 5 560     |
| Угерський Брод         | 16 956    |  | Куновиці          | 5 485     |
| Рожнов-під-Радгоштем   | 16 942    |  | Лугачовіце        | 5 251     |
| Голешов                | 11 951    |  | Хропине           | 5 095     |
| Бистржіце-під-Гостинем | 8 497     |  | Валашське Клобуки | 5 061     |

## Економіка і транспорт

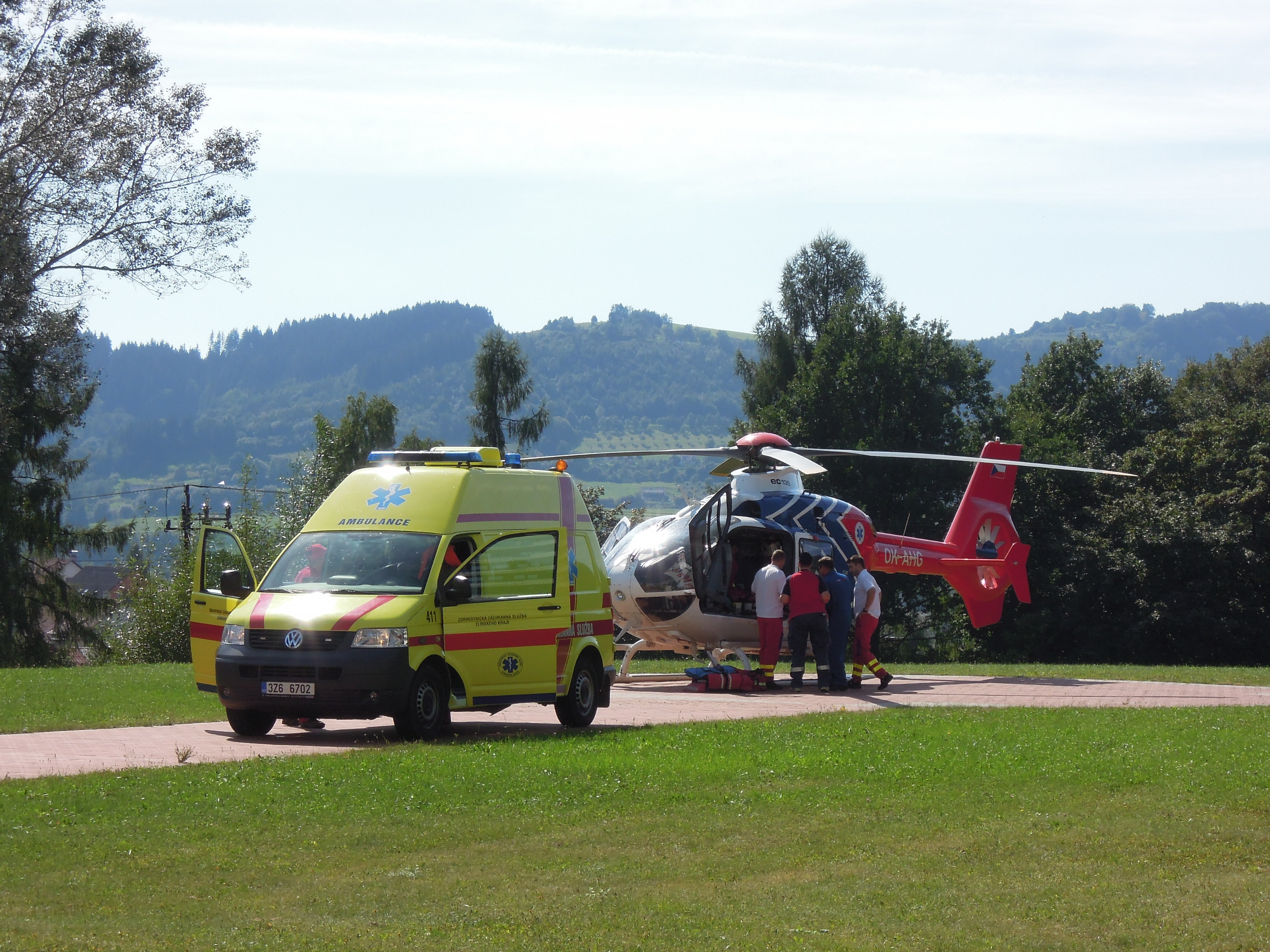
Рятувальний вертоліт в поєднанні зі швидкою допомогою, поширений транспорт в регіоні

Крім родючих долин в басейні річки Морави, інші землі краю мають низькі за родючістю ґрунти, які більш підходить для випасу худоби, ніж для землеробства. В краї є підприємства по виробництву гуми, металу та електроніки. В економічному плані регіон належить до числа відсталих, багато підприємств після приватизації в 90-х роках 20-го століття пережили важкі економічні труднощі, або і зовсім збанкрутували. На додачу слабко розвинена транспортна мережа через гірську місцевість, також не сприяє швидкому економічному росту. Станом на 31 грудня 2009 року рівень безробіття становив 10,83 %.